# Tàctiques romanes d'infanteria
Les tàctiques d'infanteria romana es refereix al desplegament, la formació i les maniobres de la infanteria romana des de l'inici de la República Romana fins a la caiguda de l'Imperi Romà d'Occident. L'article comença amb una visió general de l'entrenament romà, també s'analitza el desenvolupament de la infanteria romana contra diferents enemics, i culmina amb un resum d'allò que va convertir les tàctiques i estratègies romanes en efectives al llarg de la seva història així com un debat al voltant de com i per què aquesta efectivitat finalment va desaparèixer.
Aquest article se centra principalment en tàctiques romanes: com es preparaven per a la batalla, i com van evolucionar per enfrontar-se a una varietat d'enemics al llarg del temps. No intenta donar una cobertura detallada de temes com poden ser l'estructura o l'equipació de l'exèrcit romà. En l'article s'exposen diferents batalles que il·lustren els mètodes utilitzats pels romans. Per conèixer el rerefons de la infanteria romana amb major precisió, es poden consultar Història de l'estructura de l'exèrcit romà. Per a un estudi cronològic de les campanyes militars de Roma, veure història de les campanyes militars romanes. Per detalls sobre l'equipament, vida diària i legions específiques veure Legió romana i equip personal en l'exèrcit romà.

## Evolució de les tàctiques romanes d'infanteria
Les tàctiques militars i estratègia de la infanteria van anar evolucionant des de les tàctiques d'un petit poder tribal, que buscava l'hegemonia local, fins a les operacions massives, coordinades al llarg de tot l'imperi. Aquest avanç es va veure afectat per les tendències canviants de la política romana, la vida social i econòmica, i de tot el mediterrani en general, però també es trobava encallada en un "estil romà" de fer la guerra. Aquest enfocament inclou una tendència cap a l'estandardització i sistematització de l'exèrcit, la còpia i adaptació de tàctiques estrangeres, la flexibilitat en les tàctiques i mètodes, un fort sentit de la disciplina, una persistència implacable que buscava la victòria i una cohesió provocada per l'ideal de la ciutadania romana sota els braços - consagrats a la legió. Aquests elements van anar variant amb el temps, però són els que constitueixen la base sobre la qual es va construir Roma i el seu imperi. Algunes fases clau d'aquesta evolució en la història militar de Roma són:
- Les forces militars formades principalment per infanteria pesant integrada per ciutadans amb principis tribals i l'ús d'elements de la falange.
- La creixent sofisticació a mesura que l'hegemonia romana s'expandia fora d'Itàlia cap al nord d'Àfrica, Grècia i Orient Mitjà.
- El continu perfeccionament, l'estandardització i racionalització en el període associat amb Gai Mari inclosa la incorporació de més ciutadans en l'exèrcit, i més professionalitat i permanència en el servei militar.
- Continua l'expansió, la flexibilitat i sofisticació des del final de la República en el temps dels Cèsars.
- La creixent barbarització, la confusió i l'afebliment de les unitats d'infanteria pesant a favor de la cavalleria i tropes més lleugeres (Veure Foederati)
- Desaparició de l'imperi d'Occident i la fragmentació en petites forces locals. Això va incloure la reversió de la situació de la cavalleria i la infanteria en l'Imperi Romà d'Orient Els catafractes van formar una elit i la infanteria es va reduir a auxiliars.

## Equipament i entrenament
Amb el temps el sistema militar va canviar el seu equip i funcions, però en el curs de la història romana, sempre va mantenir una màquina de guerra disciplinada i professional. Els soldats s'entrenaven com en qualsevol altre exèrcit des del reclutament inicial, fent instrucció sobre armes i armadures, marxant en formació i exercicis tàctics. El règim normal d'entrenament consistia en la gimnàstica i la natació, per desenvolupar la força física i l'aptitud, utilitzaven l'armatura (armes de fusta), per aprendre i dominar les tècniques de combat i feien llargues marxes amb l'equip complet per desenvolupar la resistència i acostumar-los a les dificultats de les campanyes.
Els exercicis de combat consistien a atacar amb una gladius de fusta a un quintain (un maniquí), també de fusta, portant armadura completa. També combatien entre ells amb aquestes mateixes armes. Els legionaris eren entrenats especialment per llançar estocades des del resguard dels seus grans escuts (scutums), ja que eren conscients que una simple ferida de 3 o 4 cm de profunditat podia causar la mort, per això emfatitzaven les tècniques d'apunyalament ràpid en àrees vitals o entre els buits de l'armadura. A la columna de Trajà a Roma, es poden veure imatges de l'època de soldats romans combatent i els mostren amb el peu esquerre i l'escut avançats, mentre el peu dret es mantenia recolzat enrere i girat en angle recte cap a fora. Això indica un estil de lluita semblant al boxa, on l'escut és utilitzat per empènyer i bloquejar l'enemic mentre l'espasa, a la mà dreta, és utilitzada per a descarregar el cop de gràcia. Altres exercicis ensenyaven al legionari a llançar els pílums, obeir ordres i adoptar formacions de combat.
Un legionari portava per regla general uns 27 quilos, entre l'armadura, les armes i l'equip de campanya. La càrrega consistia en l'armadura, la gladius, el scutum, dos pílums (un de lleuger i un altre de pesant), el pugio i racions per quinze dies. També portaven eines per cavar i construir un castra (un campament fortificat).
Quan finalitzava l'entrenament, els legionaris havien de fer un jurament de lleialtat al SPQR (Senatus Populus Que Romanus, "el Senat i el Poble Romà") en època de la república, o bé a l'emperador en temps de l'imperi. Cada soldat rebia un diploma i era enviat a combatre per la seva vida, la glòria i l'honor de Roma.

## Organització, lideratge i logística

### Comandament, control i estructura
Un cop el soldat havia acabat el seu entrenament, era generalment assignat a una legió, la unitat de combat bàsica. La legió se subdividia en deu unitats anomenades cohorts, a grans trets comparables amb un batalló d'infanteria moderna. Les cohorts, per la seva banda, es dividien en tres manípuls, que a la vegada estaven formades per dues centúries d'entre 60-100 homes cadascuna. La força total de la legió al complet era de 60 centúries (6.000 homes). La primera cohort d'una legió era generalment la unitat d'elit, que portava el millor equip i els soldats més veterans i hàbils. Diverses legions unides donaven lloc a una força de camp distintiva, un "exèrcit".
El comandament suprem de cada legió o exèrcit era exercit per un cònsol, procònsol o pretor. En casos d'emergència en l'època republicana, també podia prendre el comandament del mateix un dictador romà. Un pretor o propretor només podia comandar una única legió, i mai un exèrcit consular, que normalment consistia en dues legions romanes i una quantitat parella de tropes aliades. En la república primerenca (508 - 282 aC), era rutinari en un exèrcit la doble autoritat, amb dos cònsols que s'alternaven diàriament el comandament. En segles posteriors això es va veure modificat en benefici d'un únic comandant en cap de l'exèrcit. Els llegats eren oficials de rang senatorial que assistien al comandant suprem. Els tribuns eren per regla general joves aristòcrates que supervisaven tasques administratives com la construcció de campaments. Els centurions (equivalents a grans trets a un sotsoficial de l'actualitat, però que actuaven com capitans moderns en operacions de camp) dirigien cohorts, manípuls i centúries. De vegades eren utilitzats cossos especials d'operacions com enginyers i armers.

### Logística
La logística romana va resultar ser una de les millors del món antic durant segles; des del desplegament d'agents comercials per comprar provisions durant el transcurs de les campanyes, la construcció de carreteres i magatzems de provisions, el lloguer de vaixells en cas que els soldats s'haguessin de moure per aigua. L'equip pesat i el material (tendes, artilleria, armament i equipament de reserva, pedres d'esmolar, etc.) era transportat per animals i carros, mentre que les tropes duien paquets individuals que contenien pales per construir els campaments fortificats. Com tots els exèrcits, aprofitaven les oportunitats puntuals, i els camps sembrats dels grangers prou desafortunats com per trobar-se a prop de l'àrea de conflicte solien ser exhaurits per satisfer les necessitats de l'exèrcit. Com passa amb la majoria de les forces armades, un conjunt de comerciants, quincallers, prostitutes i altres proveïdors de diversos serveis els seguien a tot arreu.

## La infanteria romana en la batalla

### Els preparatius inicials i la marxa a la batalla

#### La marxa d'aproximació
Una vegada que la legió era desplegada per una operació, la marxa començava. L'aproximació al camp de batalla es feia en diverses columnes per millorar la maniobrabilitat. Típicament utilitzaven una forta avantguarda precedida pel cos principal, aquesta avantguarda estava formada per exploradors, cavalleria i infanteria lleugera. Un tribú o un altre oficial acostumava a acompanyar l'avantguarda per inspeccionar el terreny i cercar llocs on establir el campament. També es desplegaven elements de flanc i reconeixement per proporcionar la cobertura de seguretat habitual. Darrere l'avantguarda venia el cos principal d'infanteria pesant. Cada legió marxava amb una formació compacte i acompanyada pels seus subministraments. L'última legió normalment actuava de rereguarda, encara que les unitats de formació més recent de l'exèrcit podien ocupar aquest esglaó final.

#### La construcció de campaments fortificats
Les legions en campanya normalment construïen campaments fortificats usant diversos instruments, entre ells la dolabra, reforçats mitjançant palissades i un profund dic, que proveïen una base per a l'emmagatzematge de subministraments, reorganització de tropes i defensa. Els romans construïen un nou campament cada vegada que recorrien un dia de marxa (al voltant de 30 km). Els campaments eren destruïts l'endemà, abans de reprendre la marxa. A més d'una necessitat militar, representaven un simbolisme religiós. Existien quatre portes d'accés, connectades per dos artèries principals, que es creuaven al centre del campament, lloc on es trobaven les tendes de comandament. De la mateixa manera, es respectava un espai per a la construcció d'un altar on poder dur a terme els oficis religiosos. Tot es trobava estandarditzat, des de la posició de l'equipatge, equipament i unitats de l'exèrcit específiques, fins als deures dels oficials que havien de distribuir sentinelles, piquets i ordres per a la marxa del proper dia. La construcció del campament portava entre 2 i 5 hores, durant les quals part de l'exèrcit treballava, mentre la resta muntava guàrdia, depenent de la situació tàctica. La forma del camp va ser generalment rectangular, però podia variar en funció de la situació del terreny. Entre la trinxera i la primera línia de tendes hi havia una distància de 60 metres. Aquesta distància proporcionava un espai de càlcul de referències pels legionaris a la batalla i mantenia la zona de tropes fora de l'abast dels projectils enemics. Cap altre exèrcit de l'antiguitat mantenia durant tant de temps aquest mètode sistemàtic de construcció de campaments per només un dia.

#### Aixecament del campament i marxa
Després d'un esmorzar a l'hora indicada sonaven les trompetes. Les botigues i cabanes del campament eren desmantellades i es feien les preparacions per la partida. La trompeta sonava llavors una vegada més amb el senyal d'alerta per la marxa. Es carregaven les mules i vagonetes del tren de subministraments i formaven les unitats. Llavors tornaven a sonar les trompetes, per últim cop, després les tropes es preguntaven tres vegades si estaven preparats a la qual s'esperava que cridessin "Preparats!", abans de marxar.

#### Intel·ligència
Els bons comandants romans no dubtaven a utilitzar un servei d'intel·ligència, particularment en situacions de setge o quan s'acostava un combat. Demanar informació d'espies, col·laboradors, ambaixadors i enviats especials, i aliats; per exemple missatges interceptats durant la Segona Guerra Púnica, van permetre als romans enviar a dos exèrcits a interceptar a l'exèrcit cartaginès d'Hasdrúbal Barca passats els Alps, evitant que es reunís amb Hanníbal. Els comandants també es mantenien alerta a la situació a Roma, ja que enemics i rivals polítics podien utilitzar una campanya poc reeixida per infligir un cop a la carrera d'un oficial. Durant aquesta fase inicial també es duia a terme l'habitual reconeixement de camp, mitjançant patrulles o incursions de prova, que tenien l'objectiu de descobrir punts febles en el front enemic, capturar presoners i intimidar els habitants de la zona.

#### Moral
Si el camp de batalla es trobava pròxim, el moviment es feia més lent i acurat. Podien mantenir-se diversos dies al mateix lloc estudiant el terreny i l'enemic, mentre les tropes es preparaven mental i físicament per a la batalla. Arengues, sacrificis als déus i es duien a terme anuncis de bons auguris. També podien succeir demostracions pràctiques per avaluar la reacció de l'enemic i elevar la moral de les tropes. Part de l'exèrcit podia abandonar el campament i desplegar-se en esquera davant l'enemic. Si l'enemic refusava estar disposat a oferir batalla, el comandant podia llançar una arenga moral als seus homes, contrastant la covardia de l'enemic amb la resolució de les seves pròpies tropes.
L'historiador Adrian Goldsworthy assenyala que aquestes maniobres prèvies a la batalla eren típiques d'exèrcits antics, ja que cada bàndol buscava guanyar el major avantatge possible abans que esclatés el combat. Diversos autors clàssics relaten escenes de comandants rivals negociant o debatent en general, com passa en la famosa conversa entre Hanníbal i Escipió prèvia a la batalla de Zama. Però sigui quina sigui la realitat d'aquestes trobades, o les paraules utilitzades en les arengues, l'únic important era la batalla.

### Desplegament per al combat
Les maniobres prèvies a la batalla permetien als comandants enfrontats apreciar com seria el combat que s'acostava, però el resultat final seria imprevisible. Les escaramusses es podien descontrolar acabant amb les dues forces llançant-se una contra l'altra. Les consideracions polítiques, l'escassetat de subministraments, o fins i tot les rivalitats entre comandants a la recerca de glòria podien provocar un atac frontal, com va passar a la batalla de Trèbia.

#### El disseny de la triple línia
Una vegada que l'exèrcit estava en marxa, la infanteria romana es desplegava amb el cos principal davant l'enemic. Durant el desplegament en l'època republicana, els maniples estaven organitzats comunament en triplex acies (triple ordre de batalla): és a dir, en tres files: els hastats a primera fila (la més propera a l'enemic), els prínceps a la segona fila, i els triaris en la tercera. Quan hi havia el perill d'una imminent derrota la primera i segona línia, els hastats i els prínceps, normalment es refugiaven darrere els triaris per reagrupar-se i llançar un contraatac o fer una retirada ordenada. Recórrer als triaris era un acte de desesperació, d'aquí sorgeix l'expressió «ad triarios rediisse» que significa «Arribar als triaris», frase que es va fer comuna a Roma per indicar una situació desesperada.
Amb el sistema de triplex acies, els escriptors romans contemporanis parlen dels maniples adoptant una formació d'escaquer anomenada quincunx quan eren desplegats per a la batalla però abans d'entrar en combat. A la primera línia, els hastats deixaven buits equivalents en grandària a l'àrea d'intersecció entre dos maniples. La segona línia consistia en prínceps disposats de manera similar, alineats després dels buits deixats per la primera línia. La tercera línia se situava de la mateixa manera, es col·locava entre els buits de la segona línia. Els vèlits es disposaven encara més endavant, en una línia contínua i poc compacta.
La maniobra romana era complexa, es barrejava la pols de milers de soldats posicionant-se amb la cridòria d'oficials que es desplaçaven entre les línies intentant mantenir l'ordre. Diversos milers d'homes havien de reorganitzar-se d'una formació en columna a una altra de línia, amb cada unitat ocupant el lloc designat, al costat de les tropes lleugeres i cavalleria. Els campaments fortificats es disposaven i organitzaven per facilitar el desplegament. La col·locació inicial podia portar una mica de temps, però un cop duta a terme representava una força de combat formidable, normalment disposada en tres línies amb un front tan extens que arribava a ocupar més d'un quilòmetre i mig (1,6 km).
El desplegament en tres línies seria mantingut al llarg dels segles, tot i que les reformes marianes van retirar gradualment la majoria de les distincions basades en l'edat i la classe, va estandarditzar l'armament i va reorganitzar les legions en unitats de major de maniobra com cohorts. La mida total de l'exèrcit i la durada del servei militar es van incrementar sobre una base més permanent.

#### Maniobres
Mentre l'exèrcit enemic s'aproximava, els vèlits al capdavant de l'exèrcit romà llançaven les seves javelines contra les línies rivals, quan aquests s'apropaven molt retrocedien pels buits entre les línies dels hastats. Això aportava una important innovació, atès que en altres exèrcits de l'època després de l'escaramussa els soldats s'havien de retirar entre les files del seu exèrcit, causant confusió, o vorejant els seus propis flancs. Un cop els vèlits s'havien retirat darrere dels hastati, la centúria "posterior" d'aquests marxaria cap a l'esquerra i endavant, presentant així una sòlida línia de combat. El mateix procediment es feia servir a mesura que els vèlits arribaven a la segona i tercera línia, o bé aquests es retiraven als costats per així canalitzar el buit existent entre la primera i segona línia i ajudar en la cobertura dels flancs de la legió.
En aquest punt, la legió presentava una línia sòlida davant l'enemic, amb el que es trobava en la formació idònia per al xoc. Quan l'enemic s'aproximava, els hastats carregaven. En cas que els hastats estiguessin perdent terreny, la centúria 'posterior' tornaria a la seva posició recreant els buits. Llavors, els manípuls retrocedirien a través d'ells cap als prínceps, que seguirien el mateix procediment de formar una línia de batalla i carregar. Si els prínceps no eren capaços de trencar les línies enemigues, es retirarien darrere els triaris, i l'exèrcit al complet deixaria el camp de batalla en ordre.
El sistema manipular permetia enfrontar-se a qualsevol tipus d'enemic, fins i tot en terreny accidentat, ja que atorgava flexibilitat i consistència a la legió. La manca d'un cos de cavalleria poderós, però, representava un gran desavantatge per a les forces romans.

#### Formacions
The above is only standard procedure and was often modified, per exemple, en la batalla de Zama, Escipió va desplegar tota la seva legió en una sola línia per embolicar l'exèrcit d'Hanníbal com Hanníbal havia fet en la batalla de Cannes. Un breu resum de les diferents formacions que s'han utilitzat:

### Combat

#### Combat cos a cos després de llançar els projectils
Un cop finalitzat el desplegament i les escaramusses inicials, el cos principal d'infanteria pesant tancava els buits i atacava a l'uníson. Les primeres files normalment llançaven els seus pílums, i les següents files els llançaven per sobre els caps dels seus companys de primera línia. Si el llançament d'un pílum no causava la mort o feria a un oponent, es doblegava, fent-la inutilitzable pels seus enemics. Després del llançament, els soldats desenfundaven les seves espases i es llançaven contra l'enemic. Es feia especial èmfasi en la utilització de l'escut per subministrar la màxima cobertura del cos, mentre s'atacava la part exposada del cos de l'enemic. En el combat tant, la disciplina romana, el pesat escut, l'armadura i l'entrenament els atorgava avantatge davant els seus enemics.

#### L'impacte precís del combat
Alguns estudiosos de la infanteria romana sostenen que l'intens trauma i l'estrès del combat cos a cos significa que els contendents no es limitaven a tallar-se l'un a l'altre contínuament fins que un caigués. En canvi hi havia curts períodes de lluita frenètica. En els moments d'indecisió els contendent se separaven una petita distància per recuperar-se i després continuar la lluita. Altres soldats darrere ocuparien el buit, enfrontant-se a nous enemics o cobrint els seus companys. El guerrer individual podia comptar amb un alleujament temporal, en lloc de la lluita sense fi fins a la mort o lesions que l'incapacitessin. A mesura que la batalla s'allargava, l'estrès físic i mental s'intensificava. La resistència i força de voluntat requeria una nova càrrega, que portava un atac més frenètic i desesperat. Amb el temps un dels dos contendents començava a desplomar-se, i era llavors quan començava l'autèntica massacre.

#### L'ús de màquines de guerra i del foc de cobertura
Moltes batalles romanes, especialment durant l'Imperi tardà, comptaven amb foc de preparació procedent de ballestes i onagres. Aquestes màquines constituïen un rudimentari cos d'artilleria, disparaven grans fletxes i pedres sobre les formacions enemigues (encara que molts historiadors es qüestionen l'efectivitat real d'aquestes armes). Després d'aquest bombardeig, la infanteria romana avançava en quatre línies, fins que es trobaven a trenta metres de l'enemic, moment en què s'aturaven, llençaven els pílums i carregaven. Si la primera línia era rebutjada per l'enemic, una nova línia ocuparia el seu lloc ràpidament. Sovint aquesta ràpida seqüència d'atacs mortals va resultar la clau de la victòria. 

### Els avantatges de la triple línia

#### Flexibilitat
Algunes fonts antigues com Polibi semblen deixar implícit que les legions podien lluitar amb bretxes en les seves línies. No obstant això, la majoria de les fonts semblen admetre que s'acostumava a formar una línia compacta que oferís un front sòlid. Hi ha diversos enfocaments per conciliar aquestes possibilitats amb els escrits antics. Els avantatges d'aquestes bretxes eren obvis quan la formació es movia, podien maniobrar al voltant dels obstacles mantenint l'ordre i el control, com els romans feien durant la república, posicionant els equipatges entre les línies, de manera que la càrrega no era fàcilment capturada i l'exèrcit podia prepararse amb rapidesa per a la batalla utilitzant aquests com a cobertura. Quan la marxa d'aproximació finalitzava, seria molt difícil desplegar un exèrcit il·lès en qualsevol terreny que no fos totalment pla, sense algun tipus d'interval. Molts exèrcits antics utilitzaven buits d'algun tipus, fins i tot els cartaginesos, que replegaven als seus escaramussadors a través d'aquests espais abans que comencés el combat principal. Fins i tot altres exèrcits més desorganitzats com els germans carregaven en grups diferenciats amb petits buits entre les línies, en lloc de marxar en línia.
Lluitar amb discontinuïtats en la línia és possible, per tant, tal com asseguren escriptors com Polibio. El que, d'acord amb aquells que defensen que la formació de quinqux era la principal matriu de falange romana, va fer que la tàctica romana destaqués, era que els seus intervals eren per regla general més grans i sistemàticament organitzats que els d'altres exèrcits de l'antiguitat. Cada buit era cobert per manípulos o cohorts de línies posteriors. Qualsevol penetració d'importància no ocorreria sense més: no només seria copejada lateralment quan creués el nivell de la primera línia, sinó que seria rebuda per unitats agressives avançant per cobrir el espacio.18 Des d'una visió més general, a mesura que la batalla guanyava o perdia intensitat, noves unitats de refresc es desplegarien a través dels intervals per rellevar els soldats de primera línia, permetent una pressió contínua cap endavant.
Combatre amb bretxes és factible com explica Polibi. Segons els que donen suport a la formació del quincunx cosa que va fer que la tàctica romana destaqués van ser els seus intervals que per regla general eren més grans i millor organitzats que els d'altres exèrcits de l'antiguitat. Cada buit era cobert per maniples o cohors de les línies posteriors. Qualsevol penetració d'importancia era ràpidament resolta per les línies posteriors que a la vegada avançarien per cobrir la bretxa. Des d'una visió general, ens trobem que a mesura que s'allargués la batalla les noves unitats es desplegarien a través de les línies per rellevar els soldats de primera línia, permetent una pressió contínua cap endavant.

### Ordres tàctiques després del desplegament

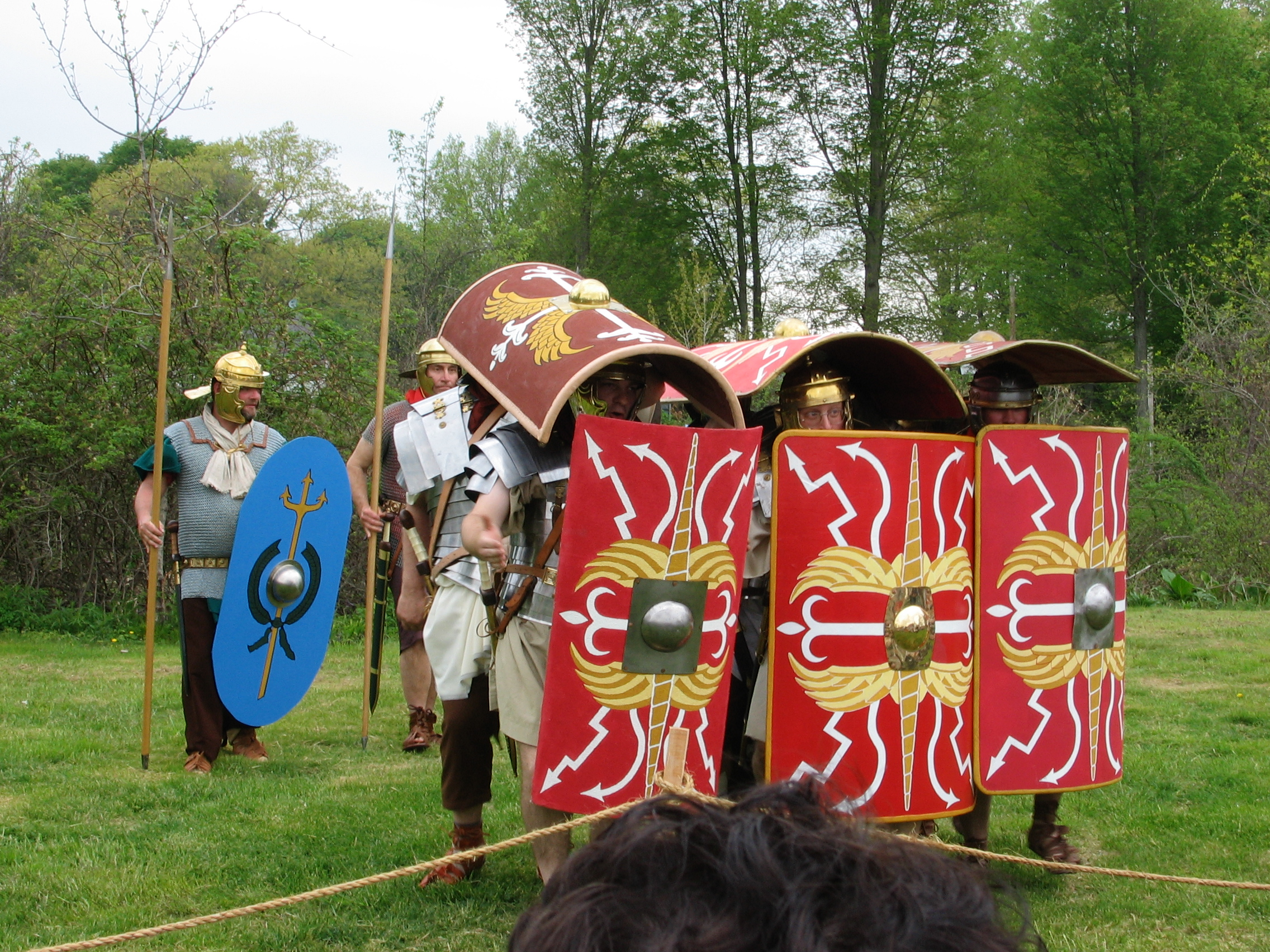
Diversos actors mostren una variant del Testudoo formació de tortuga romana.

Qualsevol fos el tipus de desplegament, l'exèrcit romà tenia una marcada flexibilitat, disciplina i cohesió. Es assumien diferents formacions d'acord amb diferents situacions tàctiques.
- Repellere equites ("repel·lir cavalleria") era la formació utilitzada per resistir les càrregues de cavalleria. Els legionaris assumien una formació en quadre, sostenint els seus pílums com llances entre dos escuts, i es disposarien espatlla amb espatlla.
- A l'ordre eicere pila ("llançar pila"), els legionaris llançaven els seus pílums a l'enemic.
- A l'ordre cuneum format ("formar en cunya"), la infanteria formava una cunya per carregar i trencar la línia enemiga. Aquesta formació s'utilitzava com a tàctica de xoc.
- A l'ordre contendite vestra sponte ("Resistiu al vostre rival"), els legionaris assumien una disposició agressiva i atacaven a qualsevol rival que se'ls oposés.
- A l'ordre orbem format ("formar en orbe"), els legionaris assumien una formació circular amb els arquers situats al centre, subministrant foc de cobertura. Aquesta tàctica s'utilitzava principalment quan un petit destacament havia de mantenir una posició i es trobava envoltat d'enemics.
- A l'ordre ciringite frontem, els legionaris mantenien la posició.
- A l'ordre frontem allargate ("eixamplar el front"), els legionaris es dispersaven en una formació més oberta. Aquesta ordre s'utilitzava principalment quan rebien foc de míssils enemic durant una càrrega.
- A l'ordre testudinem format ("formar en tortuga"), els legionaris adoptaven la formació en Testudo (o tortuga). Es movia lentament però resultava pràcticament impenetrable al foc enemic i, per tant, molt efectiva durant els setges o quan s'enfrontaven a gran foc de projectils enemics. No obstant això, resultava una formació feble per al combat cos a cos, per la qual cosa només s'adoptava quan l'enemic es trobava prou lluny perquè els legionaris tinguessin temps de recompondre la formació abans de rebre la càrrega rival.
- A l'ordre agmen format ("formar en quadre"), els legionaris es disposaven en quadre, la formació més comuna d'una centúria durant la batalla.

## Setge i fortificacions

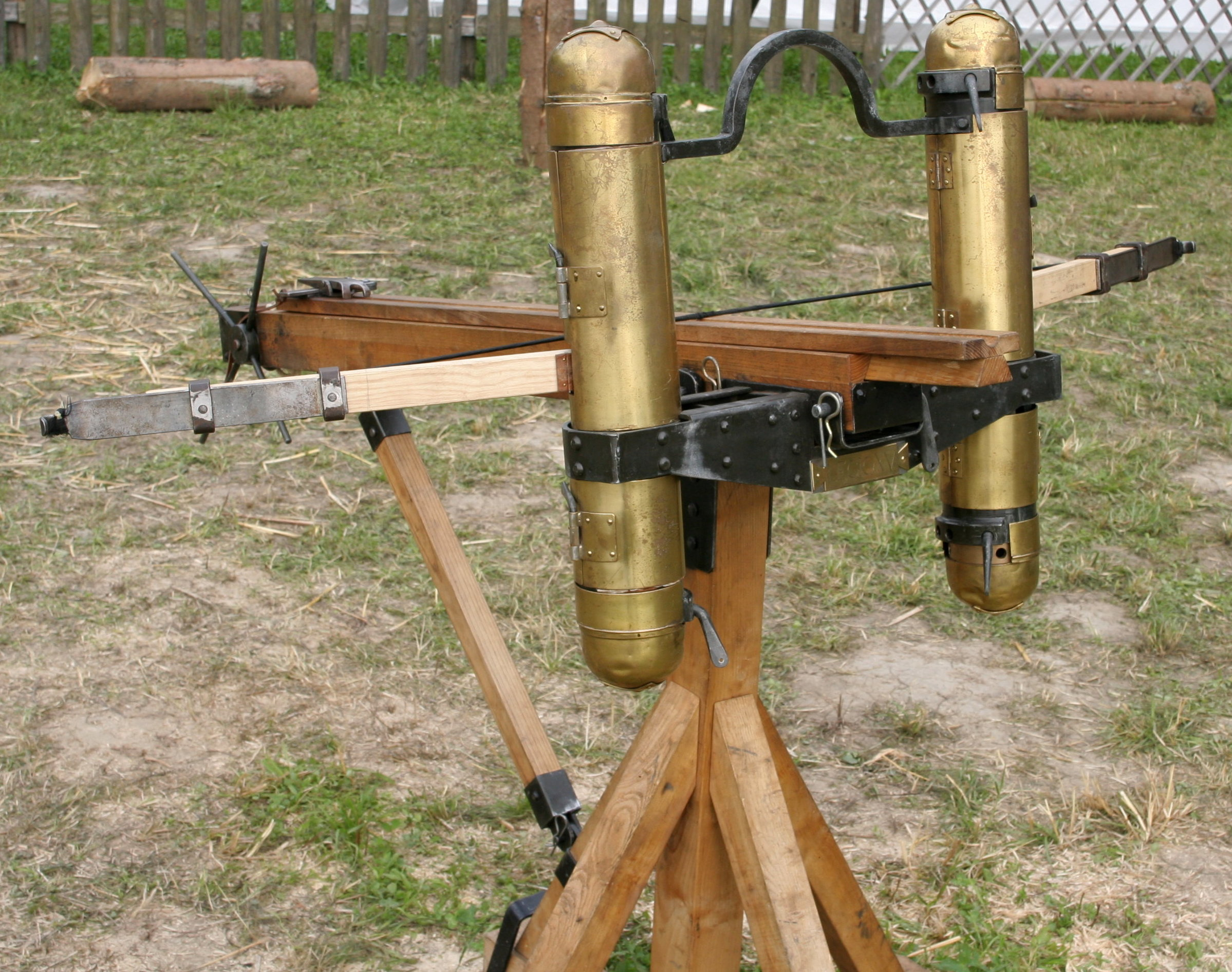
Reconstrucció modern d'una Ballista.

### Setge de ciutats
- De oppido expugnando: Era una tàctica utilitzada en el setge de ciutats. Es dividia en tres fases:

1. Primer de tot els enginyers (la cohors fabrorum) construïen un camp fortificat a prop de la ciutat amb murs de circumval·lació per evitar que els enemics pugessin portar reforços.
2. La segona fase començava amb els onagres i ballestes proporcionant foc de cobertura per aproximar les torres de setge, que estaven plenes de legionaris llestos per assaltar les muralles ocupades pels defensors. Mentrestant, altres cohorts s'aproximaven a les muralles en formació testudo equipats amb ariets i escales per trencar les portes i escalar els murs.
3. L'última fase, consistia en l'obertura de la porta principal per les corts que havien aconseguit arribar als murs. Un cop la porta principal s'obris, la cavalleria i les demés cohorts entraven per eliminar els defensors restants.

### Fortificacions
Mentre que poderoses ciutats i forts eren sotmesos a setges per capturar-los en el món antic, els romans eren únics entre els exèrcits de l'època en utilitzar de forma massiva fortificacions de camp. Campanya després campanya, es gastava un gran esforç per cavar - un treball realitzat pel legionari ras. El seu equip de camp incloïa una pala, una dolabra o pic, i una cistella per a dipositar la brutícia. Alguns soldats portaven també una espècie de tallagespa. Amb aquest equip cavaven trinxeres, construïen murs i estacades i construïen carreteres d'assalt. Són ben conegudes les operacions de Juli Cèsar en Alèsia. El campament de Cèsar envoltava la ciutat gal·la, construït amb muralles dobles que mantenien a l'interior de la ciutat als defensors, i evitaven l'arribada de reforços. Una xarxa de campaments i forts es veien inclosos en aquests treballs. La trinxera interior per si sola tenia una profunditat de 6 metres. El terreny va ser cobert amb filferro en diversos llocs per dissuadir els gals d'intentar un assalt. Sorprenentment per a una batalla tan centrada en la infanteria, Cèsar confiava en un fort contingent de cavalleria per contrarestar les sortides gal·les. Irònicament, molts d'aquests genets procedien de tribus germàniques amb què el triumvir s'havia reconciliat poc temps abans.
El poder de les fortificacions romanes de camp ja ha estat esmentat però, en altres ocasions, els romans utilitzaven trinxeres per assegurar els seus flancs contra un moviment envolvent, si eren superats àmpliament en nombre, com va fer Cèsar durant les seves operacions en la Gàl·lia belga. A la regió de Bretanya, van ser construïts dics i escullera per assaltar els forts costaners gals. També es van utilitzar rases, trinxeres enfrontades, i altres treballs en les lluites internes entre Cèsar i Pompeu, mentre els oponents maniobraven un contra un altre en batalla campal. En els últims temps de l'imperi, la utilització extensiva d'aquestes fortificacions va declinar, paral·lelament, a la utilització de la infanteria pesant. De qualsevol manera, van representar un punt d'inflexió per a l'ascensió incansable de Roma com a poder hegemònic en el món antic.

## Recursos tàctics
Com qualsevol organització militar, l'entrenament dels soldats i exèrcits requeria una inversió elevada en temps i diners.
Els romans van entendre aquest concepte i es van adonar que l'entrenament dels soldats podia incloure el pagament de les seves racions, el seu salari, les armes, l'armadura i l'honorari. Els romans es van adonar que cada soldat era un recurs molt valuós com per malgastar-lo, de la mateixa manera, sabien que els costos que tenien per cada soldat eren similars als de l'enemic. Per tant, van decidir desenvolupar una tàctica que podria causar un dany molt significatiu o fins i tot la derrota de l'enemic amb un risc mínim pels seus soldats. Aquesta tàctica s'anomenava "Recursos tàctics".
La idea dels "Recursos tàctics" es podia executar de tres maneres per a tallar els subministraments de l'enemic:
1. La primera manera dels romans per a dur a terme aquesta tàctica era atacar la ubicació dels seus propis recursos. Un cop es conquistava un nou territori es procedia a acaparar tants aliments com fos possible, permetent restablir els seus recursos i evitant que caiguessin a mans dels seus oponents.[22]
2. La segona manera consistia a interceptar els subministraments mentre viatjaven, els romans identificaven les rutes principals de subministra dels seus enemics i creaven un "punt de parada". Un cop l'enemic s'aturava, els romans saquejaven els subministraments, la qual cosa reduïa dràsticament la quantitat de subministraments que arribaven a l'enemic.[22]
3. L'aproximació final, i molt possiblement la forma més famosa dels romans a terme aquesta tàctica era un setge (un setge, és una operació militar en què les tropes envolten el lloc i tallen tots els accessos externs per forçar la rendició). En dur a terme el setge, els romans normalment construïen un mur al voltant de la ciutat existent per ajudar a controlar l'enemic. Aquest mur es construïa fora de l'abast dels arquers per impedir que l'enemic s'escapés. Quan els romans van completar la paret, utilitzaven catapultes, ballestes, onagres i trabuquets, per llançar pedres i altres objectes des d'una distància segura. El setge amb el temps faria que la ciutat o fortalesa es quedi sense recursos, motiu pel qual els opositors moririen o es rendirien. Donant als romans una victòria fàcil.[22]

El principi bàsic darrere d'aquesta tàctica era interrompre els recursos enemics, mentre que els seus augmentaven. Sense un subministrament regular d'aliments, aigua i altres recursos, els exèrcits començaven a morir de fam o deshidratació, que conduïa a una baixa moral o l'assassinat dels seus companys. El resultat d'aquests actes faria que l'exèrcit enemic perdés el seu objectiu global i es dispersés.

## Efectivitat de la infanteria

### La infanteria romana contra la falange hel·lènica

#### Punts forts de la falange
Abans de l'ascens de Roma, la falange hel·lènica representava la principal força d'infanteria del món occidental. S'havia convertit en propietària i senyora dels camps de batalla des d'Esparta fins a Macedònia, s'havia enfrontat amb èxit contra altres exèrcits no europeus com els de Pèrsia i Índia. Agrupada en una massa cuirassada i equipats amb sarisses d'una llargada de 6,4 metres, la falange resultava ser una força formidable. Tot i que sovint adoptava formacions defensives, la falange era més efectiva quan avançava per atacar, tant en una càrrega frontal o en una formació obliqua, com testifiquen les victòries d'Alexandre el Gran i l'innovador tebà Epaminondes. Quan la falange treballava amb altres forces, com d'infanteria lleugera o cavalleria, en temps d'Alexandre, resultava imbatible.

#### Debilitats de la falange
Això no obstant, la falange tenia debilitats clau. Disposava d'una certa maniobrabilitat, però un cop es produïa el xoc aquesta es veia reduïda en gran manera, sobretot en terrenys accidentats. La seva aproximació com una «massa densa» la convertia en una formació rígida. Comprimides en el clam de la batalla, les tropes només podien lluitar de forma frontal. La diversitat de tropes donava a la falange una gran flexibilitat, però aquesta mateixa flexibilitat es convertia en una arma de doble tall: confiava en una barreja d'unitats complicades de controlar i posicionar. Això incloïa no només la infanteria pesant típica, cavalleria i infanteria lleugera, sinó també unitats d'elit, grups mitjanament armats i contingents estrangers amb el seu propi estil de lluita, així com unitats de xoc com els elefants de guerra. Aquestes forces «variades» presentaven problemes d'organització i comandament. Si eren dirigides per un líder hàbil que fos capaç d'organitzar-les i combinar-les en combat, resultaven altament eficients, i les campanyes d'Alexandre, Pirros i Hanníbal així ho demostren. Sense una cohesió permanent i líders mediocres, però, la seva eficàcia resultava desigual, com testifica la força provisional reunida per Hanníbal per lluitar en la batalla de Zama. Per quan els romans s'enfrontaven als exèrcits hel·lenístics els grecs havien deixat d'utilitzar tropes de protecció en els flancs i contingents de cavalleria, i el seu sistema de combat havia degenerat en un mer xoc de falanges. Una formació d'aquest estil va ser la que els romans van enfrontar i van derrotar en la batalla de Cinoscèfales el 193 aC.

#### Avantatges de la infanteria romana
Els mateixos romans utilitzaven certs aspectes de la falange en les seves legions primerenques, sobretot en l'última línia de guerrers de la clàssica línia triple: els llancers triaris. Les llargues piques dels triaris eventualment van desaparèixer, i tots els legionaris van ser equipats de manera uniforme amb el gladi, l'escut i els pílums, i desplegats a la manera romana, que proveïa una major estandardització i cohesió a llarg termini contra les formacions d'estil hel·lènic.
Les falanges que s'enfrontaven a la legió resultaven vulnerables al desplegament en tauler romà, més flexible, que permetia a cada soldat un cert espai vital on enfrontar cos a cos a l'enemic en ordre tancat. El sistema manipular també permetia a unitats completes maniobrar d'una manera més àmplia, lliures de la necessitat de romandre sempre empaquetats en una formació rígida. La profunditat del desplegament en triple línia exercia una pressió constant i cap endavant. La major part de les falanges utilitzaven una línia enorme de diversos rangs de profunditat. Això podia resultar avantatjós en les primeres fases del combat, però a mesura que més i més homes es veien embolicats en la batalla, la formació modular romana permetia relleus en la pressió que s'imposaven en una línia més àmplia. Al mateix temps que el combat s'allargava i es comprimia el camp de batalla, la falange quedava esgotada o immobilitzada en posició, mentre els romans podien no només maniobrar sinó realitzar els últims i definitius atacs. La disposició de l'exèrcit d'Hanníbal a Zama sembla donar mostra d'això: els cartaginesos van utilitzar una disposició de triple línia, sacrificant les seves dues primeres línies de dubtosa qualitat, i mantenint en reserva als seus veterans d'Itàlia per l'enfrontament final. La col·locació d'Hanníbal era molt recomanable donada la seva debilitat en cavalleria i infanteria, però no va pensar en un sistema de relleus entre línies com van fer els romans. Cada línia lluitava la seva particular batalla, i l'última finalment va ser destrossada contra l'enclusa romana en rebre l'atac de cavalleria númida en rereguarda.
Les legions convivien i s'entrenaven juntes durant un temps més llarg, eren més uniformes i eficients (a diferència de la força final d'Hanníbal), permetent a comandants mediocres maniobrar i posicionar les seves forces d'una manera més o menys eficient. Aquestes qualitats, entre d'altres, els convertien en més que un rival per la falange, quan s'enfrontaven en combat.
Segons Polibi en la seva comparació entre la falange contra el sistema romà:
| «        | ...Mentre que la falange requereix un temps i un tipus de sòl ... El seu ús requereix de terreny pla i horitzontal, per evitar la molèstia dels obstacles .. Si l'enemic es nega a venir [a la seva trobada a nivell del sòl] .. amb quin propòsit pot servir a la falange? .. [També] el soldat de la falange no pot funcionar tant en unitats més petites o de forma individual, mentre que la formació romana és molt flexible. Cada soldat romà .. pot adaptar-se a si mateix igual de bé en qualsevol lloc del temps i davant d'un atac de qualsevol part .. En conseqüència, des de l'ús efectiu de les diferents parts de l'exèrcit romà és superior, i els seus plans són molt més propensos a assolir l'èxit | » |
| — Polibi | |   |

#### Roma contra Pirros
El sistema falangista de Pirros va resultar una prova de foc per als romans. Malgrat diverses derrotes, van infligir al rei de l'Epir tals pèrdues que l'expressió «victòria pírrica» es va convertir en sinònim de victòria inútil. Com a comandant hàbil i experimentat que era, Pirros disposava d'un sistema de falange mixt típic, incloent tropes de xoc d'elefants de guerra, formacions d'infanteria lleugera (peltastes), unitats d'elit i cavalleria per donar suport a la infanteria pesant. Utilitzant aquest mètode va ser capaç de derrotar els romans en dues ocasions, amb una tercera batalla de dubtós resultat on va obtenir una victòria d'escàs resultat. Les batalles a continuació il·lustren les dificultats de combatre contra les forces de la falange. Si es trobaven correctament liderats i disposats (és interessant per això comparar Pirros amb la disposició de Perseu fugint en Pidna), presentaven una alternativa creïble a la legió pesant. Els romans, en qualsevol cas, aprenien dels seus propis errors. En les batalles posteriors a les Guerres pírriques, es van mostrar com perfectes coneixedors de la falange hel·lènica.

#### Triomfs notables

##### Batalla de Cinosfècales
En aquesta batalla, la falange macedònia ocupava un lloc en terreny elevat. No obstant això, no totes les seves unitats havien aconseguit posicionar-se a causa de les escaramusses prèvies a la batalla. De qualsevol manera, l'avanç de la seva ala dreta va fer perdre terreny als romans, els qui van contraatacar en el flanc dret i van aconseguir progressar contra una ala esquerra macedònia desorganitzada. El desenllaç de la batalla era dubtós, fins que un desconegut tribú va destacar 20 manípuls de la línia romana i va efectuar un moviment envolvent contra la rereguarda macedònica. Això va causar el col·lapse de la falange enemiga, assegurant la victòria pels romans. L'organització més flexible i efectiva dels legionaris s'havia aprofitat de les debilitats de la densa falange. Aquest triomfs va assegurar l'hegemonia romana a Grècia i territoris veïns.

##### Batalla de Pidna
En Pidna, els contendents es van desplegar en una plana, els macedonis havien reforçat la infanteria amb un important contingent de cavalleria. A l'hora de la veritat, la falange va avançar en una línia perfecta contra la línia romana, aconseguint algun progrés inicial. No obstant això, el sòl sobre el qual s'havia d'avançar era una mica accidentat, i la poderosa formació de falange va perdre la seva fèrria cohesió. Els romans van absorbir el xoc inicial i van contraatacar, la seva formació més espaiada i la seva constant pressió es van mostrar decisives en el combat cos a cos en terreny desigual. En combat tancat, l'espasa i escut neutralitzaven la sarissa, i les armes suplementàries dels macedonis (armadura més lleugera i una espasa més curta, la clàssica xifos) els posaven en inferioritat davant l'hàbil i agressiu assalt per part de la infanteria pesant romana. Perseu no va aconseguir desplegar de forma eficient les tropes de suport per ajudar la falange en moment de necessitat. En realitat, sembla que va fugir quan la situació començava a deteriorar-se sense ni tan sols utilitzar a la cavalleria. La contesa es va decidir en menys de dues hores, amb una completa derrota per al Regne de Macedònia.

#### Altres tàctiques contra la falange
Les tècniques de ruptura de falanges enemigues il·lustren amb més detall la flexibilitat de l'exèrcit romà. Quan s'enfrontaven a exèrcits falangistes, les legions solien desplegar els vèlits enfront de l'enemic amb l'ordre contendite vestra sponte, per causar confusió i pànic en els sòlids blocs de la falange. Mentre, els sagitaris o arquers auxiliars se situaven en les ales, enfront de la cavalleria, per cobrir la retirada dels vèlits. Aquests arquers generalment rebien l'ordre d'eiaculare flammas -llançar fletxes incendiàries- com va passar a la batalla de Benevent. Les cohorts avançaven llavors en formació de fletxa, recolzats pel foc de vèlits i auxiliars, i carregaven sobre la falange en un punt concret, trencant la seva formació. Després, la flanquejaven utilitzant la cavalleria per assegurar la victòria.

#### Roma contra Cartago

##### Superioritat tàctica de les forces d'Hanníbal
Tot i no tractar-se d'una força de falange clàssica, l'exèrcit d'Hanníbal es componia de contingents "mixtos" i elements comuns a les formacions hel·lèniques. Es diu que, al final de la seva vida, Hanníbal va nomenar Pirros com el comandant del passat al que més admirava. Curiosament, Roma havia mitigat les hosts de Pirros abans del naixement d'Hanníbal, i donades les seves avantatges en organització, disciplina i mobilització de recursos, sorgeix la pregunta de per què no es van mostrar més efectius contra els cartaginesos, que durant la major part de la seva campanya a Itàlia van patir inferioritat numèrica i escassetat de subministraments des de la seva terra natal.
El geni individual d'Hanníbal, la professionalitat del gruix de les seves tropes (forjades després de diversos anys de lluites constants a Hispània i després a Itàlia), i la seva cavalleria semblen haver estat els factors decisius. Una vegada i una altra Hanníbal explotava les tendències dels romans, particularment, la seva ànsia per aconseguir una victòria decisiva. Els legionaris cansats i semicongelats que van emergir del Trèbia per formar en la riba oposada del riu, són una clara mostra de com Hanníbal manipulava als romans per lluitar sota les seves condicions, i en el lloc de la seva elecció. Els posteriors desastres en el llac Trasimè i Cannas van reduir als orgullosos romans a evitar la batalla, aguaitant als púnics des dels Apenins, reticents a arriscar un enfrontament directe a la plana, on la cavalleria enemiga tenia un clar avantatge.

##### Sofisticació tàctica romana i la capacitat d'adaptació
Però, tot i que la gesta d'Hanníbal subratllava que els romans no eren ni de bon tros invencibles, també mostrava les seves virtuts a llarg termini. Van aïllar i eventualment embotellar als cartaginesos, accelerant la seva retirada d'Itàlia mitjançant constants maniobres. Més important encara, va ser el contraatac que van iniciar a Hispània i el nord d'Àfrica. Es trobaven desitjosos de retornar la humiliació soferta a Itàlia i romanien a la defensiva, però amb una incessant tenacitat atacaven en altres llocs, per finalment destruir els seus enemics.
També van aprendre d'aquests enemics. Les operacions d'Escipió l'Africà consistien en una evolució d'aquelles amb les quals s'havia enfrontat a Hanníbal prèviament, mostrant un nivell superior d'innovació, preparació i organització (comparat amb Semproni en la batalla del Trèbia, per exemple). La contribució d'Escipió va consistir en part en implementar una maniobrabilitat més flexible de les unitats tàctiques, en lloc de l'atac frontal en triple línia que defensaven els seus contemporanis. També va aprofitar de manera més eficient la cavalleria, una arma que tradicionalment menyspreaven els romans. Les seves operacions incloïen moviments de tenalla, línia de batalla consolidada, i formacions "inverses a Cannas" al costat de moviments de cavalleria. Les seves victòries a Hispània i la campanya africana van demostrar una nova sofisticació en la forma de fer la guerra romana, i van reafirmar la capacitat romana d'adaptar, persistir i sobreposar-se a les dificultats.

### La infanteria romana contra les tribus celtes, iberes i germàniques

#### Els exèrcits bàrbars
La visió que tenien els romans envers l'enemic gal va ser molt variada. Algunes històries els consideraven salvatges, destructors de la civilització i de la grandesa de Roma. Algunes visions més modernes els veien com una llum protonacionalista, lluitadors ancestrals per la llibertat, que resistien el peu cuirassat de l'imperi. Sovint la seva valentia els situava com a dignes adversaris de Roma, trobem un exemple en l'escultura del gal moribund. L'oposició gal·la es componia d'un gran nombre de pobles i tribus diferents, des de les muntanyes de Suïssa fins a les terres baixes de França i els boscos del Rin, per tant no són fàcils de classificar. El terme "gal" s'ha utilitzat per descriure indistintament a celtes, britans i escocesos, a més a més s'ha de tenir en compte la diversitat de pobles reunits sota aquests noms.
Des d'un punt de vista militar, semblen haver compartit algunes característiques generals: les polítiques tribals juntament amb una estructura estatal relativament petita, armes lleugeres, les tàctiques bastant sofisticats i organització, tàctiques poc sofisticades, escassa organització, alt grau de mobilitat, i incapacitat de mantenir poder de combat en les seves forces de camp durant un llarg període. Les fonts romanes reflexionen sobre els prejudicis de la seva època, però, no obstant això, donen testimoni de la ferocitat i la valentia dels gals.
| «           | Les seves armes principals eren llargues, espases de doble tall... Per defensar-se portaven uns petits escuts de vímet. Els seus exèrcits eren torbes indisciplinades, àvides de botí... Valents fins a la temeritat, eren guerrers temibles, i la ferocitat del seu assalt inspirava terror fins i tot en les files dels veterans | » |
| — Don Nardo | |   |

#### Victòries gal·les primerenques
Malgrat que els relats populars mostren el poder de les legions i a comandants carismàtics que ràpidament van vèncer els exèrcits dels "bàrbars salvatges", Roma va patir una sèrie de derrotes enfront a aquests exèrcits tribals. Ja en el període republicà (aproximadament del 390 al 387 aC), van sofrir el saqueig de Roma a mans de Brennus, tanmateix els germànics van vèncer en les batalles de Noreia i la d'Arausio durant la guerra Cimbria. Durant aquest període primerenc el triomf gal més important va ser l'anomenat: "El Dia d'Allia"- el 18 de juliol - quan les tropes romanes van ser derrotades i enterrades al riu Allia.. A partir de llavors, el 18 de juliol va ser considerat un dia de mala sort en el calendari romà.
Alguns autors suggereixen que, com a resultat d'aquestes desastres, l'expansió de Roma va començar a adaptar-se a aquest nou enemic que realitzava moviments ràpids. Els romans van començar a eliminar la falange per implementar una nova formació manipular més flexible. L'escut circular dels hoplites va ser ampliat i finalment substituït per l'scutum que oferia millor protecció. La llança que duien va ser reemplaçada pel pílum. Només els veterans, els triaris van mantenir la llança com a vestigi de la formació en falange que utilitzaven. Aquestes reformes també van ajudar els romans a continuar la conquesta d'Itàlia i derrotar els samnites, llatins i grecs. Durant les campanyes del Cèsar a la Gàl·lia es va poder observar com les noves armes romanes s'imposaven als gals. En el període imperial primerenc però, les hordes germàniques van infligir a Roma una de les derrotes més importants, en l'anomenada batalla del bosc de Teutoburg on tres legions imperials van ser aniquilades, i que posteriorment provocaria el límit de l'expansió romana a Occident. Van ser aquestes tribus germàniques en part (la majoria tenien certa familiaritat amb Roma i la seva cultura, i s'havien romanitzat elles mateixes) que van provocar la ruïna final del poder militar romà a l'oest. Irònicament, a les acaballes de l'imperi, la major part dels combats es produïen entre forces compostes majoritàriament per bàrbars, en ambdós bàndols.

#### Problemes tàctics contra les tribus

##### Punts forts de les tribus
Qualsevol que fos la seva cultura en particular, les tribus celtes i germàniques van provar ser oponents durs, que van aconseguir diverses victòries contra els seus enemics. Alguns historiadors mostren que de vegades es produïen combats massius en formacions compactes a l'estil falangista, solapant els escuts, i utilitzant cobertura d'escuts durant setges. En batalla campal, ocasionalment utilitzaven una formació de fletxa a l'atacar. El seu major esperança d'èxit radicava en quatre factors principals:
1. Superioritat numèrica.
2. Factor sorpresa (per exemple, una emboscada).
3. Mitjançant un atac llampec.
4. Entrant en combat en terreny boscós o irregular, on les unitats de l'horda podien buscar refugi mentre atacaven a distància, fins que arribava el moment decisiu, o si era possible, retirant-se i reagrupant-se en càrregues successives.[34]

Les victòries celtes i germàniques més significatives mostren dos o més d'aquestes característiques. La clàssica batalla del Bosc de Teutoburg conté les quatre: sorpresa, traïció per part de Armini i el seu contingent, superioritat numèrica, càrregues ràpides, i terreny i condicions mediambientals favorables (bosc espès i xàfecs constants) que van limitar el moviment romà i van donar als guerrers suficient cobertura per ocultar els seus moviments i muntar atacs successius contra la línia romana.

##### Punts febles de les tribus

###### Debilitats en l'organització i l'equip
Contra els combatents de la legió, els gals, ibers i les forces germàniques es van enfrontar a una tasca d'enormes proporcions. Individualment, en combat singular, el ferotge guerrer bàrbar podia defensar-se contra un romà, però, en la lluita en massa l'organització rudimentària dels bàrbars i les seves tàctiques eren incapaces de superar la maquinària de la legió romana. La ferocitat de les càrregues gal·les i germàniques ha estat comentada per alguns escriptors, i en certes circumstàncies podrien aclaparar a les línies romanes. No obstant això, els ajustos en profunditat de la formació romana i l'aplicació contínua de pressió cap endavant van permetre a llarg termini combatre la ferocitat dels gals.
Tot i atacar pels flancs, la legió era suficientment flexible per fer front a aquest gir, ja sigui a través d'una sub-unitat, o mitjançant el desplegament de les línies més enrere. La pantalla de cavalleria en els flancs també agregava una altra capa de seguretat, així com reagrupar-se totes les nits en campaments fortificats. Els gals i els germans també lluitaven amb poca o cap armadura i amb escuts més febles, que els posaven en desavantatge davant de la legió.
En la línia de combat, ni gals, ni germànics prestaven atenció a la logística a llarg termini. En general, necessitaven aconseguir una posició molt avantatjosa d'inici contra els romans i trencar les seves línies quan la batalla encara es trobés en fase primerenca. Un combat en similitud de condicions entre els guerrers tribals, lleugerament armats, i els legionaris, ben organitzats i armats, sovint implicava la fatalitat pels primers.

###### Debilitats en la logística
La logística romana també va proporcionar una carta de triomf contra els enemics germans com no ho havia fet contra els enemics anteriors. Tàcit va deixar constància en els Annals els informes del comandant romà Germànic que va reconèixer que les operacions contínues en la Gàl·lia requeririen llargues fileres d'homes i material per arribar per terra, on podrien ser objecte d'atacs mentre travessaven els boscos i pantans. Per tant, s'obren les vies marítimes i fluvials, pel moviment de grans quantitats de subministraments i reforços relativament a prop de la zona de batalla, sense haver de passar per rutes perilloses. A més, els campaments fortificats romans sempre eren zones de parada segura en les operacions ofensives, defensives i logístiques, un cop s'havien desplegat les tropes.